# Svenska mästerskapet i fotboll 1901
Svenska mästerskapet i fotboll 1901 vanns av AIK efter finalseger mot Örgryte IS II på walk over på Göteborgs Velocipedsklubbs idrottsplats den 8 september 1901. Detta var AIK:s andra SM-guld i deras andra raka SM-final och Örgrytes andra SM-finalförlust i deras sjätte raka SM-final.

## Semifinaler
|  | 7 september 1901 | Örgryte IS (lag 2) | 1 – 0 | Göteborgs IF |  |  |
|  |                  |                    |       |              |  |  |
|  |                  |                    |       |              |  |  |
|  |                  |                    |       |              |  |  |

|  | 8 september 1901 | Örgryte IS | 0 – 3 | AIK |  |  |
|  |                  |            |       |     |  |  |
|  |                  |            |       |     |  |  |
|  |                  |            |       |     |  |  |

## Final
|  | 8 september 1901 | AIK | – | Örgryte IS (lag 2) (w.o.) | Göteborgs Velocipedklubbs idrottsplats     |  |
|  |                  |     |   |                           | Göteborg Domare: Wilhelm Friberg, Göteborg |  |
|  |                  |     |   |                           |                                            |  |
|  |                  |     |   |                           |                                            |  |